# Stan Sakai
Stan Sakai (japanska: 坂井 スタンSakai Sutan; (född 25 maj 1953 i Kyoto i Japan och uppväxt på Hawaii, USA där han studerade vid University of Hawaii, är en japanamerikansk serieskapare. Han blev berömd för serierna om Usagi Yojimbo, som debuterade 1984.